# Rooseveltite
La rooseveltite (simbolo IMA: Roo) è un raro minerale del supergruppo della monazite; appartenente alla famiglia dei "fosfati, arseniati e vanadati" e possiede composizione chimica Bi(AsO4).
La rooseveltite è dimorfa della tetrarooseveltite.

## Etimologia e storia
La rooseveltite è stata chiamata in questo modo in onore di Franklin Delano Roosevelt (1882 - 1945), 32º Presidente degli Stati Uniti d'America.

## Classificazione
La classica nona edizione della sistematica dei minerali di Strunz, aggiornata dall'Associazione Mineralogica Internazionale (IMA) fino al 2009, elenca la rooseveltite nella classe "8. Fosfati, arseniati, vanadati" e nella sottoclasse "8.A Fosfati, ecc. senza anioni aggiuntivi, senza H2O"; questa viene più finemente suddivisa in base alla dimensione dei cationi coinvolti, in modo tale che la rooseveltite possa essere trovata nella sezione "8.AD Con soltanto cationi di grande dimensione" dove insieme a brabantite, cheralite, cheralite-(Ce), gasparite-(Ce), monazite-(Ce), monazite-(La), monazite-(Nd), monazite-(Sm) e nenadkevite forma il sistema nº 8.AD.50.
Tale suddivisione resta invariata anche nell'edizione successiva, proseguita dal database "mindat.org" e chiamata Classificazione Strunz-mindat, nella quale però i minerali che accompagnano la rooseveltite nel sistema 8.AD.50 cambiano leggermente: gasparite-(Ce), monazite-(Sm), monazite-(Ce), monazite-(La), monazite-(Nd), gasparite-(La) e cheralite oltre a un nuovo minerale in attesa di nome e momentaneamente chiamato UM2005-35-VO:CaFePSiTh.
Nella Sistematica dei lapis (Lapis-Systematik) di Stefan Weiß la rooseveltite si trova nella classe dei "fosfati, arseniati e vanadati" e da lì nella sottoclasse dei "fosfati [arseniati e vanadati] anidri [PO4]3-, senza anioni estranei", dove forma il sistema nº VII/A.18 insieme a tetrarooseveltite e ximengite.
Anche la classificazione dei minerali secondo Dana, usata principalmente nel mondo anglosassone, elenca la rooseveltite nella famiglia dei "fosfati, arseniati e vanadati"; qui è nella classe dei "fosfati [arseniati e vanadati] anidri ecc." e nella sottoclasse dei "fosfati anidri ecc., A+XO4" dove il minerale è l'unico membro del sistema nº 38.04.04.

## Abito cristallino
La rooseveltite cristallizza nel sistema monoclino nel gruppo spaziale P21/n con i parametri di cella a = 6,879(1) Å, b = 7,159(1) Å, c = 6,732(1) Å e β = 104,83°, oltre ad avere 4 unità di formula per cella unitaria.

## Origine e giacitura
La rooseveltite è stata trovata nelle venature di cassiterite nelle colate laviche riolitiche-dacitiche, oppure nella zona ossidata di alcuni camini.
Il minerale è stato trovato in diversi depositi e siti sparsi per il mondo, ma in esigue quantità, quindi è raro. Qui si ricorda solo la sua località tipo, Santiaguillo, sull'altopiano del Kuntur Ikiña (provincia di Chayanta, Bolivia).

## Forma in cui si presenta in natura
La rooseveltite è trasparente con lucentezza adamantina; il colore va dal bianco al grigio chiaro, ma può essere anche verde chiaro o giallo. Il colore del suo striscio è bianco.